# Analine
Analine è il quarto album da solista di Mike Bloomfield e pubblicato dalla Takoma Records nel 1977,
la stessa casa discografica fece uscire nel 2007 un CD contenente assieme gli album originali "Analine" (1977) e "Mike Bloomfield" (1978).

## Tracce
Lato A
1. Peepin' an a Moanin' Blues – 2:38 (Mike Bloomfield)
2. Mr. Johnson and Mr. Dunn – 2:52 (Mike Bloomfield)
3. Frankie and Johnny – 4:06 (Brano tradizionale)
4. At the Cross – 4:34 (C. Jeter, L. Johnson)
5. Big "C" Blues – 3:52 (Mike Bloomfield)

Lato B
1. Hilo Waltz – 4:05 (Mike Bloomfield)
2. Effinonna Rag – 4:29 (Mike Bloomfield)
3. Mood Indigo – 5:18 (Duke Ellington, Irving Mills, Barney Bigard)
4. Analine – 5:34 (Nick Gravenites)

## Musicisti
- Mike Bloomfield - chitarra, banjo, basso, batteria, mandolino, ukelele, pianoforte, organo, voce
- Nick Gravenites - chitarra
- Nick Gravenites - voce (brano B4)
- Mark Naftalin - pianoforte
- Roger Troy - basso
- Bob Jones - batteria
- Anna Rizzo - accompagnamento vocale
- Marsha Ann Taylor - accompagnamento vocale